# 오우라노사우루스

오우라노사우루스는 중생대 백악기 전기(1억 1,500만년-1억년 전) 아프리카 대륙 북부, 오늘날의 니제르에 서식했던 이구아노돈과의 공룡이다. 학명은 '용감한 도마뱀'이라는 의미를 가지고 있다. 몸 전체 길이는 약 7~8m정도이다. 부리 모양의 입과 엄지발가락 부분은 이구아노돈과 거의 흡사하지만, 하드로사우루스과와 같이 오리주둥이 형태를 띠고 있어서 주로 강가나 호숫가 근처에서 서식하면서 식물들을 먹었을 것으로 추정된다. 눈 구멍 사이에 한쌍의 골질(骨質)이 있고, 또 척추의 신경극이 솟아 있다. 이 돌기는 어깨 부분에서 길고, 등 부분에서 꼬리로 내려갈수록 짧다. 돌기의 높이는 약 1m정도이다.

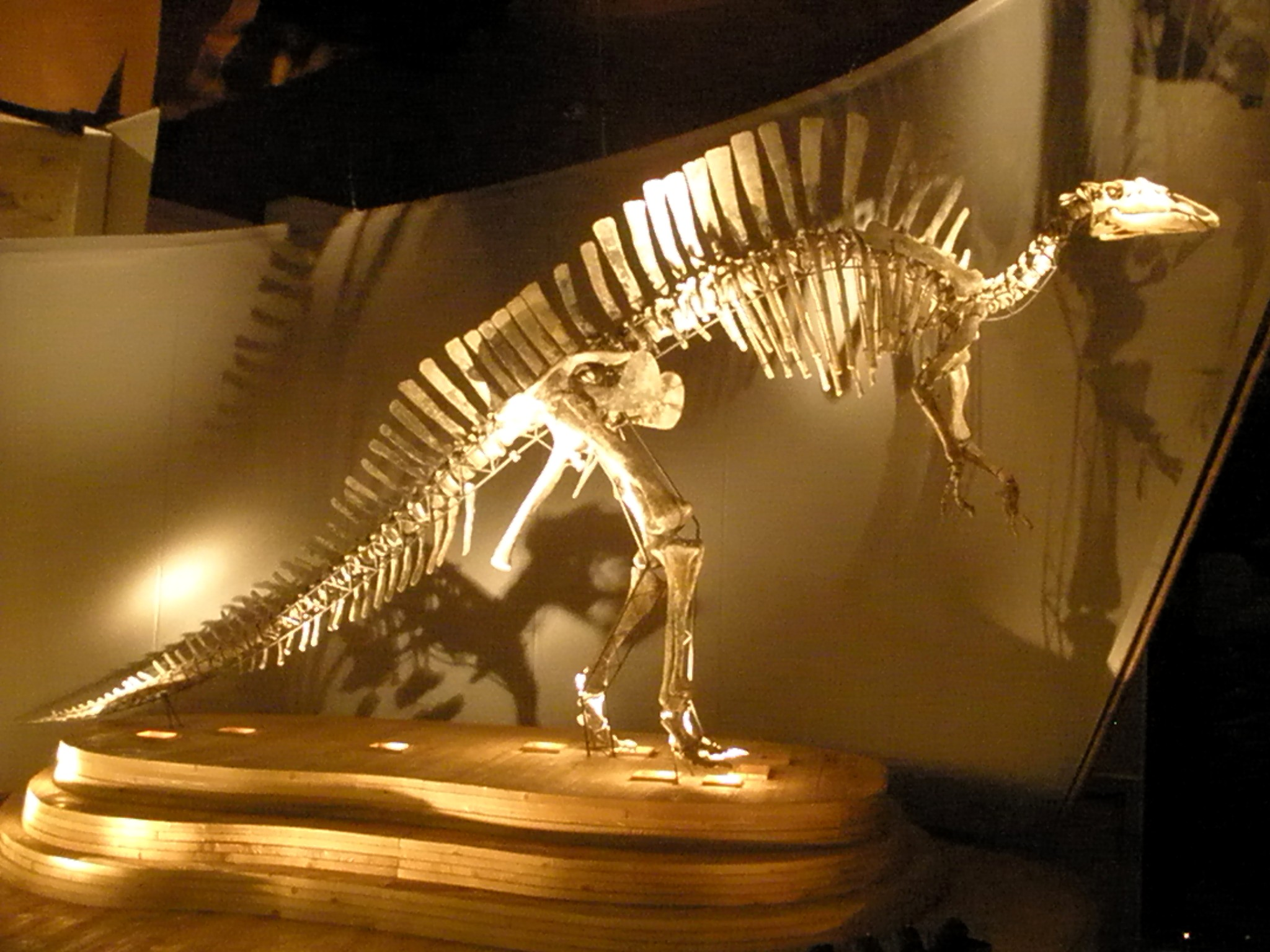
전체 골격
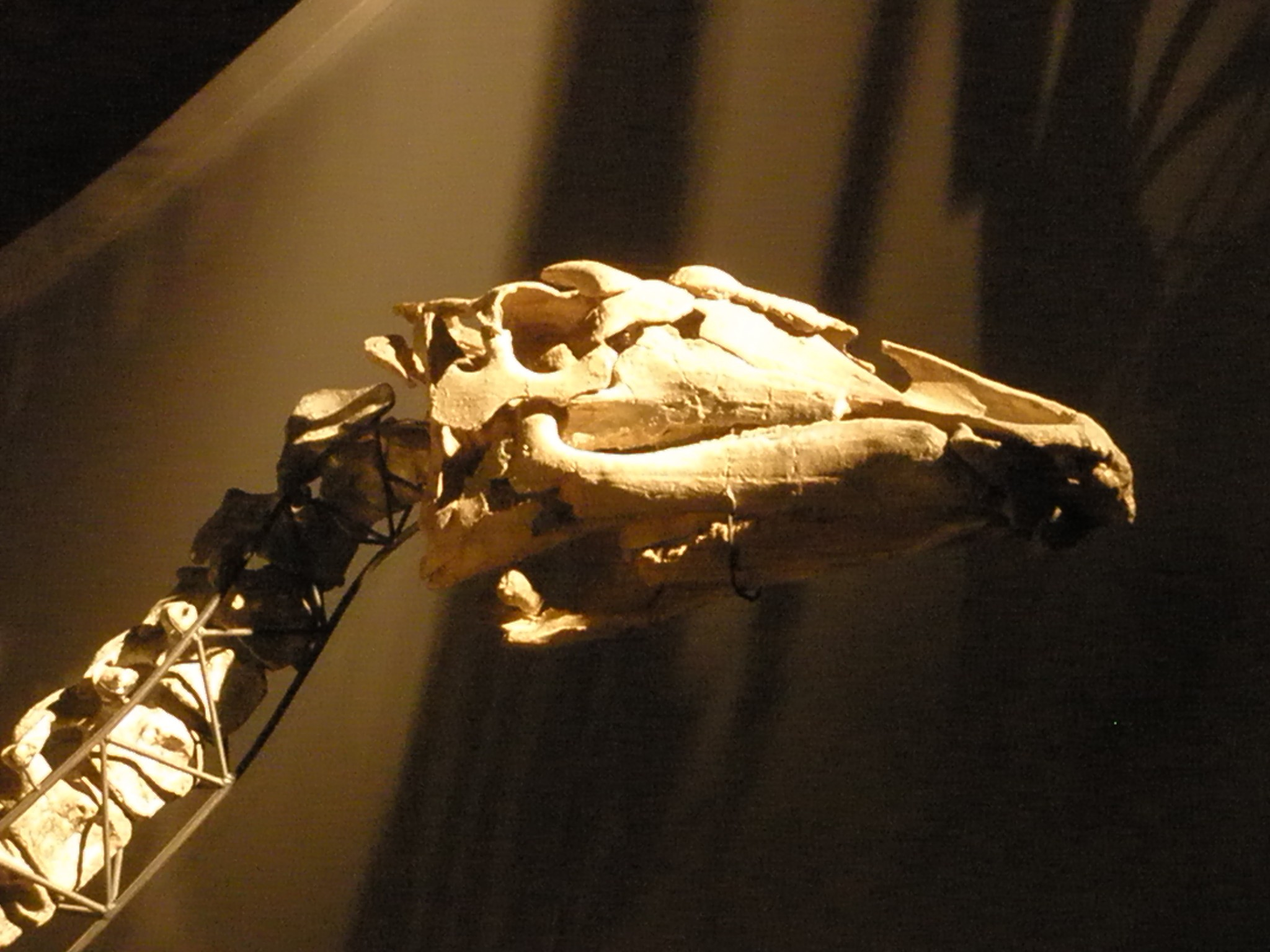
두개골
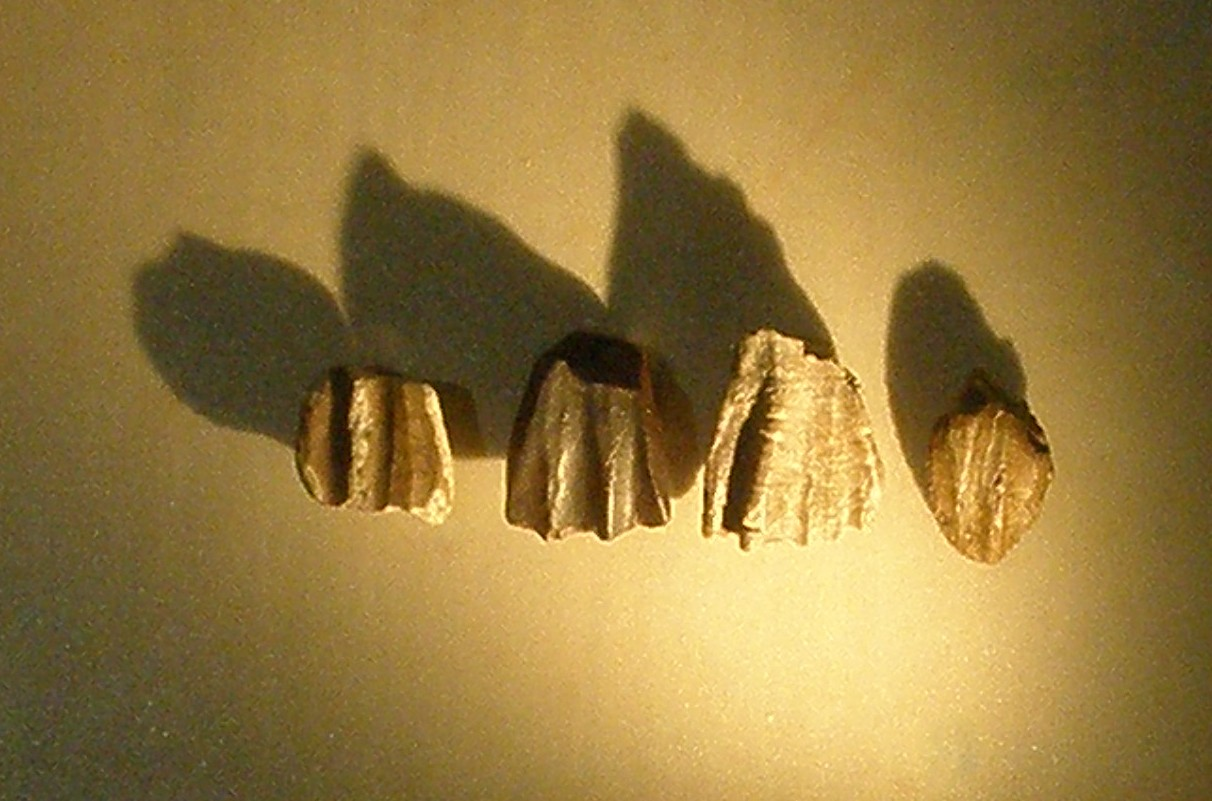
치아
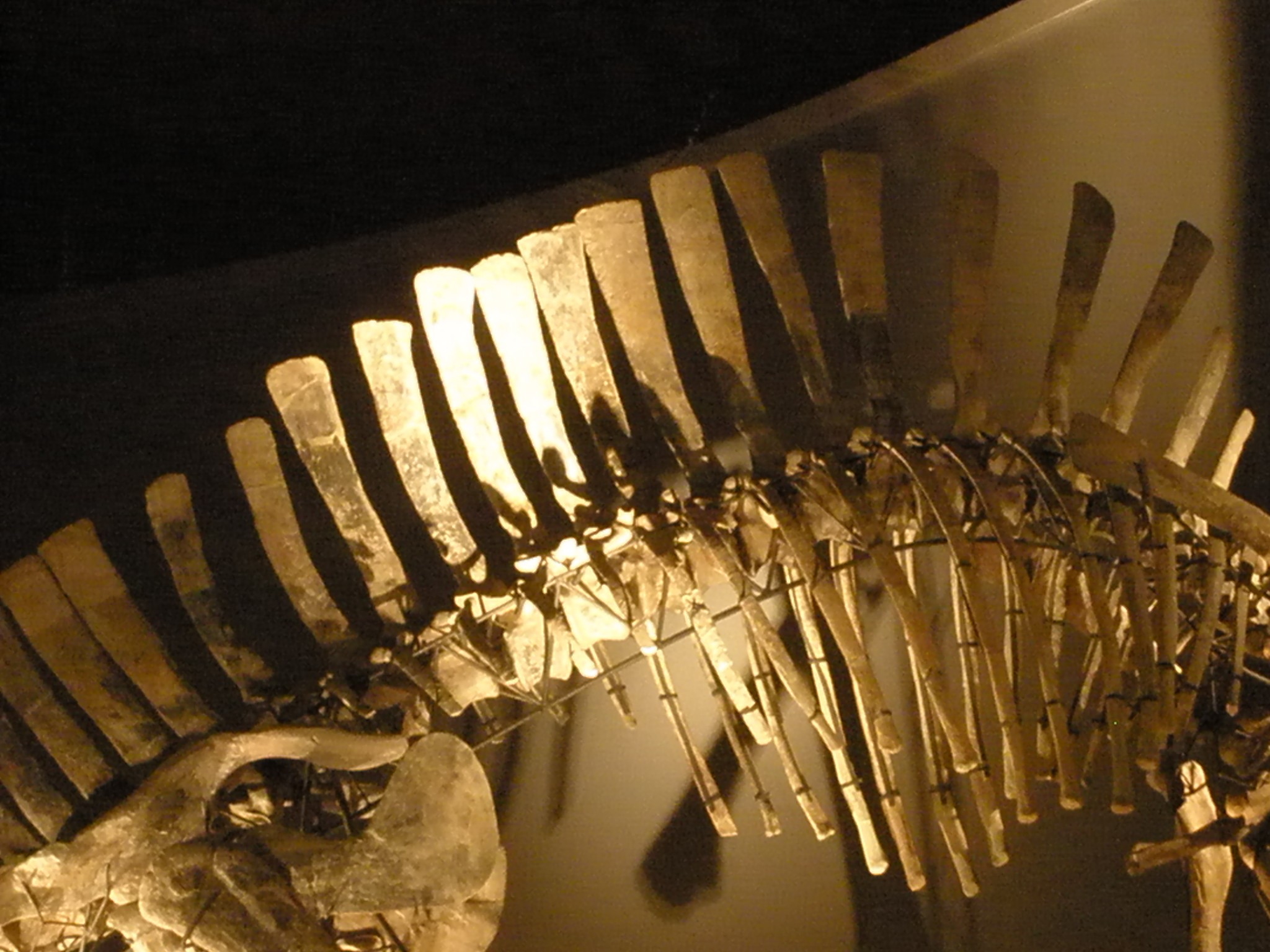
척추와 길게 돋은 돌기